# Manoel Delson Pedreira da Cruz
Manoel Delson Pedreira da Cruz (Biritinga, 10 luglio 1954) è un arcivescovo cattolico brasiliano, dall'8 marzo 2017 arcivescovo metropolita della Paraíba.

## Biografia

### Formazione e ministero sacerdotale
Dopo aver conseguito la licenza in lettere classiche presso l'università cattolica di Salvador e la specializzazione in scienze delle comunicazioni sociali alla Pontificia Università Salesiana di Roma, ha emesso la professione perpetua di frate cappuccino il 17 gennaio 1978 ed è stato ordinato sacerdote il 5 luglio 1980. 
Dal marzo 2002 ha ricoperto a Roma il ruolo di definitore generale per l'America Latina presso la curia generalizia dei cappuccini.  

### Ministero episcopale

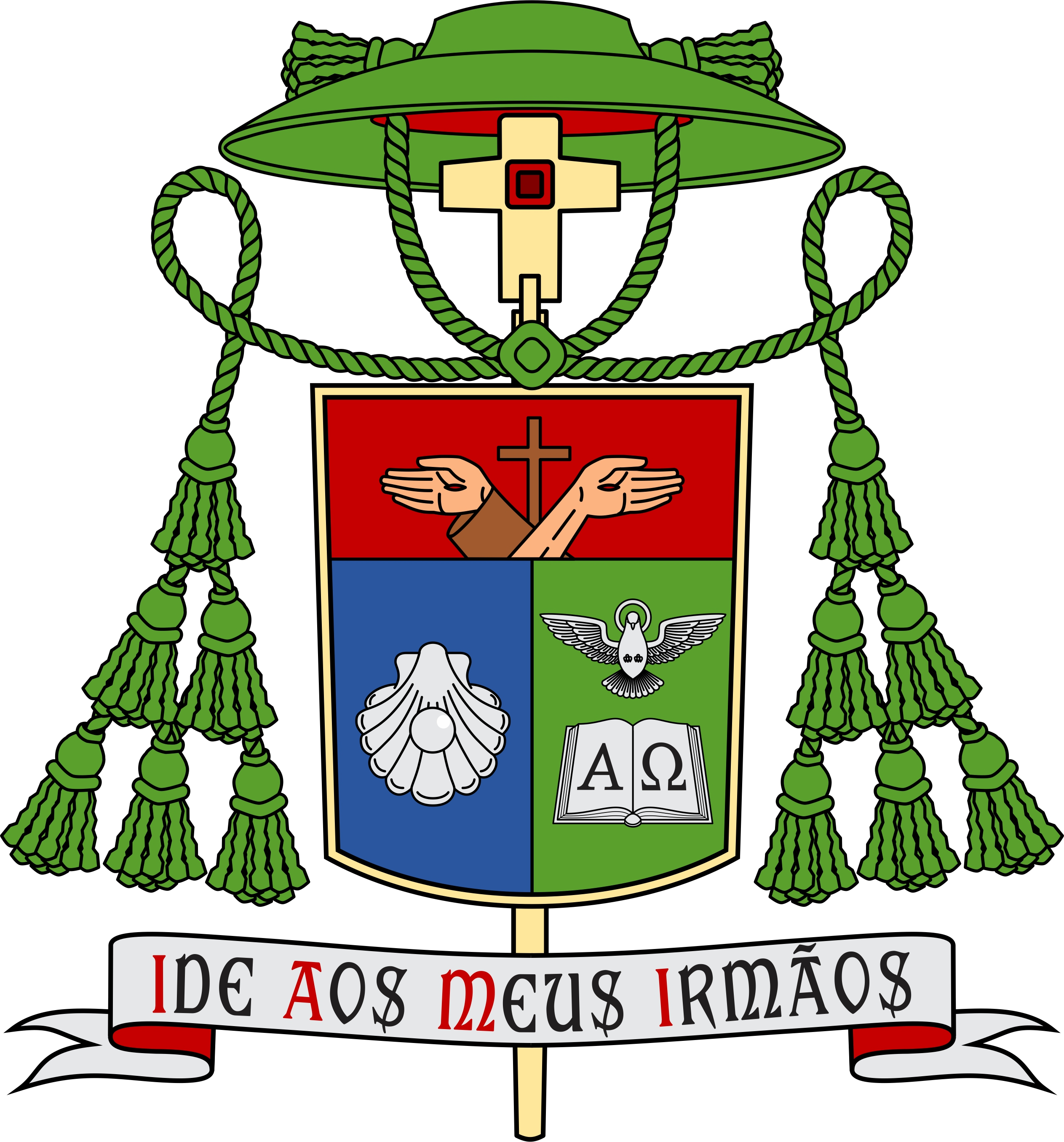
Stemma da vescovo

Il 5 luglio 2006 papa Benedetto XVI lo ha nominato vescovo di Caicó.
Il 24 settembre 2006 ha ricevuto la consacrazione episcopale dalle mani del cardinale Geraldo Majella Agnelo, co-consacranti l'arcivescovo di Natal Matias Patrício de Macêdo e l'arcivescovo di Feira de Santana Itamar Navildo Vian. 
L'8 agosto 2012 papa Benedetto XVI lo ha nominato vescovo di Campina Grande.
In seno alla Conferenza Episcopale Brasiliana è vice-presidente della Conferenza Episcopale Regionale Nordeste 2, che comprende gli stati di Alagoas, Paraíba, Pernambuco e Rio Grande do Norte.
L'8 marzo 2017 papa Francesco lo ha nominato arcivescovo metropolita della Paraíba. 
Ha preso possesso dell'arcidiocesi il successivo 20 maggio.

## Genealogia episcopale e successione apostolica
La genealogia episcopale è:
- Cardinale Scipione Rebiba
- Cardinale Giulio Antonio Santori
- Cardinale Girolamo Bernerio, O.P.
- Arcivescovo Galeazzo Sanvitale
- Cardinale Ludovico Ludovisi
- Cardinale Luigi Caetani
- Cardinale Ulderico Carpegna
- Cardinale Paluzzo Paluzzi Altieri degli Albertoni
- Papa Benedetto XIII
- Papa Benedetto XIV
- Papa Clemente XIII
- Cardinale Bernardino Giraud
- Cardinale Alessandro Mattei
- Cardinale Pietro Francesco Galleffi
- Cardinale Giacomo Filippo Fransoni
- Cardinale Carlo Sacconi
- Cardinale Edward Henry Howard
- Cardinale Mariano Rampolla del Tindaro
- Cardinale Rafael Merry del Val
- Arcivescovo Duarte Leopoldo e Silva
- Arcivescovo Paulo de Tarso Campos
- Cardinale Agnelo Rossi
- Cardinale Paulo Evaristo Arns, O.F.M.
- Cardinale Geraldo Majella Agnelo
- Arcivescovo Manoel Delson Pedreira da Cruz, O.F.M.Cap.

La successione apostolica è:
- Vescovo Nereudo Freire Henrique (2025)